# Tokyo Dogs
Tokyo Dogs è un dorama autunnale in 10 puntate di Fuji TV andato in onda nel 2009. Conosciuto anche come Saiaku de Saiko no Partner (The Worst and Best Partners), ha come protagonisti Shun Oguri e Hiro Mizushima.

## Trama
Dopo aver assistito all'assassinio del padre in tenera età, vedendo il volto spietato del criminale, So decide che farà il poliziotto per cercar di catturarlo; diventa un ottimo membro della polizia di New York City, conosciuto e temuto da tutte le gang criminali della città.
Col suo carattere freddo e determinato si rende un pericolo costante per la malavita locale. Ad un certo momento viene inviato a Tokyo per seguire un'indagine riguardante una casa farmaceutica; qui si trova a collaborare con Kudo, un detective della divisione speciale investigativa della polizia giapponese.
Kudo è un esperto di combattimento, anche a causa dei suoi trascorsi giovanili nelle bande di delinquenti dei bassifondi cittadini; ma fa sempre un'ottima impressione col suo aspetto elegante e i suoi modi raffinati. Com'è logico aspettarsi, non solo la sua personalità, ma anche i suoi interessi e metodi d'indagine sono completamente in antitesi rispetto a quelli di So.
In un modo o nell'altro i due debbono comunque adattarsi a trar insieme per collaborare nel tentativo di risolvere il caso ch'è stato loro affidato. Ma qualcosa d'imprevisto accade quando fa la sua apparizione una donna che sembra aver perduto la memoria e che dimostrerà aver avuto un forte legame col padre di So

## Protagonisti
- Kanade/So Takakura (Shun Oguri)
- Maruo Kudo (Hiro Mizushima)
- Yuki Matsunaba (Yuriko Yoshitaka)
- Kojo Ohtomo (Tomokazu Miura
- Misa Maishima (Nene Otsuka)
- Keiichi Horikawa (Ryo Katsuji)
- Reiji Mashiko (Mikihisa Azuma)
- Mitsuo Suzuki (Kotaro Shiga)
- Yuri Nishioka (Rie Tomosaka)
- Maki Tanaka (Asami Usuda)
- Shigeo Katamata (Hiroshi Yazaki)
- Kyoko Katakura (Yoshiko Tanaka)
- Karin Katakura (Haruna Kawaguchi)
- Shota Nakatani (Takuya Yoshimura)
- Hiroto Kaisaki (Kensei Mikami)

### Star ospiti
- Hiroki Narimiya Tanashima Hideo (ep1)
- Shinsuke Aoki - Hideo's friend (ep1)
- Iida Kisuke as So's father (ep1)
- Tetta Sugimoto - Komiyama Yoshihiko (ep2)
- Kaito Kobayashi - Komiyama Kosuke (ep2)
- Yuri Nakamura - Komiyama's secretary (ep2)
- Katsuhiko Sasaki - Shibata Yuzo (ep2)
- Endo Kaname - the gunman (ep2)
- Takashi Sakaizawa - the gunman (ep2)
- Hiroichi Ishikawa - Gezan (ep2-8)
- Shigenori Yamazaki - Shigeyama Tsuyoshi (ep2,4-7)
- Ryohei Suzuki - Kiuchi Shinji (ep3)
- Reina Asami - Eri, Yuki's older sister (ep3)
- Mao Nakagawa - young Eri (ep3)
- Masako Umemiya - Yoko (ep3)
- Tadashi Okuno - Shigeo's grandfather (ep3)
- Koko Mori - Shigeo's grandmother (ep3)
- Issei Okihara - Furukawa Akira (ep3)
- Itsuji Itao - Tamura Yoji (ep4)
- Yoshihiko Hosoda - Oyama Teppei (ep4)
- Ko Takasugi - Miyata Junji (ep4)
- Toru Kazama Mishima (ep5)
- Kenta Satoi - Matsuo Kazuyuki (ep5)
- Satomi Nagano - Matsuo Junko (ep5)
- Hirohisa Iida
- Ai Okawa - studentessa (ep.2)
- Seiya Osada - studente (ep.4)
- Tadashi Sakata - ep.5
- Sayaka Isoyama - ep.7
- Shunsaku Kudo - ep.7-10

## Episodi
1. The Birth of the Worst and Best Buddies!
2. A Battle Art to Protect Parent and Child
3. Sad Arrest of a Friend
4. An Old Enemy's Written Challenge
5. Grumblings of a Runaway Girl
6. A Catch-22 Undercover Investigation
7. How to get Along with the Past
8. The Promise That Was Remembered
9. A Trap from the Past Approaches
10. A Settlement on Christmas